# Krzysztof Herdzin – Concerto & Concertino
Krzysztof Herdzin – Concerto & Concertino – album muzyki współczesnej skomponowanej przez Krzysztofa Herdzina, wydany [30 września 2018 przez DUX (nr kat. DUX 1522). Zawiera „Koncert podwójny na altówkę, saksofon altowy i orkiestrę” i „Concertino na trio stroikowe i smyczki” w wykonaniu Elbląskiej Orkiestry Kameralnej pod batutą samego kompozytora, Krakowskiego Tria Stroikowego i solistów: Katarzyny Budnik (altówka) i Pawła Gusnara (saksofon). Album uzyskał dwie nominacje do Fryderyków 2019 w kategoriach: «Album Roku Muzyka Współczesna» oraz «Najwybitniejsze Nagranie Muzyki Polskiej».

## Lista utworów
Opracowano na podstawie materiału źródłowego.
- Koncert podwójny na altówkę, saksofon altowy i orkiestrę:
  - 1. Allegro [9:57]
  - 2. Adagio con pieta [10:04]
  - 3. Vivace burlesco [8:48]
- Concertino na trio stroikowe i smyczki:
  - 4. Allegro frivolo [5:26]
  - 5. Adagietto contemplativo [7:54]
  - 6. Allegro marciale [5:31]